# Ekeby, Upplands Väsby kommun
Ekeby är en del av tätorten Sollentuna och Upplands Väsby i Upplands Väsby kommun i Stockholms län. Orten var före 2015 en separat tätort med 258 invånare (2010) och en yta på 28,95 hektar. Fram till 2005 räknades området som en småort med beteckningen Ekhagen.

## Befolkningsutveckling
| Befolkningsutvecklingen i Ekeby 1990–2010                                                     | Befolkningsutvecklingen i Ekeby 1990–2010 | Befolkningsutvecklingen i Ekeby 1990–2010 | Befolkningsutvecklingen i Ekeby 1990–2010 | Befolkningsutvecklingen i Ekeby 1990–2010 |
| --------------------------------------------------------------------------------------------- | ----------------------------------------- | ----------------------------------------- | ----------------------------------------- | ----------------------------------------- |
|                                                                                               |                                           |                                           |                                           |                                           |
| År                                                                                            |                                           |                                           | Folkmängd                                 | Areal (ha)                                |
| 1990                                                                                          | 1990                                      |                                           | 57                                        | 20#                                       |
| 2000                                                                                          | 2000                                      |                                           | 143                                       | 26#                                       |
| 2005                                                                                          | 2005                                      |                                           | 221                                       | 29                                        |
| 2010                                                                                          | 2010                                      |                                           | 258                                       | 29                                        |
| Anm.: Ny tätort 2005, ingår sedan 2015 i tätorten Sollentuna och Upplands Väsby # Som småort. |                                           |                                           |                                           |                                           |